# Liste des œuvres exposées en 2014 dans La Galerie du temps
Pour un article plus général, voir La Galerie du temps.
Cet article liste les œuvres exposées en 2014 dans La Galerie du temps, une des expositions du Louvre-Lens. S'étalant sur cinq ans, l'exposition doit voir chaque année une partie de ses œuvres renouvelée.

## Liste des œuvres
| Illustration | No      | Titre | Artiste                                                              | Origine géographique                                                              | Date                                 | Technique/matériaux                                            | Dimensions                                                          | Numéro d'inventaire             | Mode d'acquisition                                                                                  |
| ------------ | ------- | --- | -------------------------------------------------------------------- | --------------------------------------------------------------------------------- | ------------------------------------ | -------------------------------------------------------------- | ------------------------------------------------------------------- | ------------------------------- | --------------------------------------------------------------------------------------------------- |
|              | 1       | Tablette en écriture précunéiforme indiquant des rations alimentaires, archives de l'Éanna, temple du dieu du Ciel,                                                                                         | inconnu                                                              | Uruk (aujourd'hui Warka), Mésopotamie (Irak actuel)                               | vers 3500 av. J.-C.                  | argile                                                         | H. 5,2 cm ; l. 7,8 cm                                               | AO 29561                        | achat, 1988                                                                                         |
|              | 2       | Homme barbu, nu : roi-prêtre, ? | inconnu                                                              | Mésopotamie (Irak actuel)                                                         | vers 3300 av. J.-C.                  | calcaire                                                       | H. 30,5 cm ; l. 10,4 cm                                             | AO 5718                         | |
|              | 3       | Gudéa, prince de l'État de Lagash, | inconnu                                                              | Girsu (aujourd'hui Tello), Mésopotamie (Irak actuel)                              | vers 2120 av. J.-C.                  | diorite                                                        | H. 70,5 cm ; l. 22,4 cm                                             | AO 29155                        | achat, 1987                                                                                         |
|              | 4       | Tablette en écriture cunéiforme portant un texte littéraire en langue sumérienne : lettre d'une mère à son fils,                                                                                            | inconnu                                                              | Mésopotamie (Irak actuel)                                                         | vers 2000 av. J.-C.                  | argile                                                         | H. 10,4 cm ; l. 5,4 cm ; ép. 2,9 cm                                 | AO 6330                         | achat, 1912                                                                                         |
|              | 5       | Plaque perforée avec scène de banquet et de combat : élément de fermeture de porte de temple, ? | inconnu                                                              | Suse, royaume d'Élam (Iran actuel)                                                | vers 2650-2550 av. J.-C.             | albâtre                                                        | H. 30 cm ; l. 30 cm                                                 | Sb 41                           | fouilles de J. de Morgan, acropole de Suse (Iran actuel), 1908                                      |
|              | 6       | Femme vêtue d'une robe-manteau de laine (« kaunakès ») : figure protectrice des vivants et des morts, ? | inconnu                                                              | civilisation de l'Oxus, Asie centrale (Afghanistan actuel)                        | vers 2300-1700 av. J.-C.             | chlorite verte et calcaire                                     | H. 17,3 cm ; l. 16,1 cm                                             | AO 22918                        | achat, 1969                                                                                         |
|              | 7       | Idole aux yeux, | inconnu                                                              | civilisation de Halaf, Syrie                                                      | vers 3300-3000 av. J.-C.             | terre cuite                                                    | H. 27 cm                                                            | AO 30002                        | don de la Société des amis du Louvre, 1991                                                          |
|              | 8       | Stèle funéraire portant des inscriptions hiéroglyphiques, | inconnu                                                              | Abydos, Égypte                                                                    | vers 3000 av. J.-C.                  | calcaire                                                       | H. 75,5 cm ; l. 55 cm ; ép. 21,5 cm                                 | E 21710                         | fouilles d'É. Amélineau, Abydos (Égypte), 1895-1898                                                 |
|              | 9       | Fragment d'une palette à fard décorée d'une scène de chasse, | inconnu                                                              | Abydos ? Égypte                                                                   | vers 3300-3100 av. J.-C.             | grauwacke                                                      | H. 14,6 ; l. 41 cm ; ép. 2 cm                                       | E 11254                         | |
|              | 10      | Homme debout, statue funéraire d'un inconnu, | inconnu                                                              | Égypte                                                                            | vers 2350 av. J.-C.                  | calcaire peint                                                 | H. 85 cm ; l. 28 cm ; pr. 36 cm                                     | A 46                            | achat, 1826                                                                                         |
|              | 11      | Décor d'une chapelle funéraire, scène de brasserie, | inconnu                                                              | Égypte                                                                            | vers 2500-2350 av. J.-C.             | calcaire peint                                                 | H. 31 cm ; l. 32 cm ; ép. 2,5 cm                                    | E 32880                         | achat, 2006                                                                                         |
|              | 12      | Idole féminine nue aux bras croisés, divinité, ? | inconnu                                                              | Syros (île des Cyclades), Grèce                                                   | vers 2700-2300 av. J.-C.             | marbre                                                         | H. 62,8 cm                                                          | MNE 1045                        | don de M. Cordesse, 1997                                                                            |
|              | 13      | Figurine humaine asexuée en forme de plaquette décorée d'incisions, | inconnu                                                              | Vounous, Chypre                                                                   | vers 2500-2000 av. J.-C.             | terre cuite                                                    | H. 27 cm ; l. 13 cm ; pr. 1,3 cm                                    | AO 18842                        | fouilles de C. Schaeffer, nécropole de Vounous (Chypre), 1933                                       |
|              | 14      | Vase à boire (rhyton) à décor de poulpe, | inconnu                                                              | Rhodes, Grèce                                                                     | vers 1375 av. J.-C.                  | terre cuite                                                    | H. 37,5 cm ; l. 11 cm                                               | MNB 1743                        | achat, 1879                                                                                         |
|              | 15      | Figure féminine vêtue, | inconnu                                                              | Péloponnèse, Grèce                                                                | vers 1325 av. J.-C.                  | terre cuite modelée                                            | H. 11 cm ; l. 4,7 cm                                                | CA 590                          | achat, 1893                                                                                         |
|              | 16      | Vase (cratère) décoré de guerriers et de chars, | inconnu                                                              | Ougarit (aujourd'hui Ras Shamra), Syrie actuelle                                  | vers 1300-1200 av. J.-C.             | terre cuite                                                    | H. 47 cm ; l. 41 cm                                                 | AO 20376                        | fouilles de C. Schaeffer, Ras Shamra (Syrie), 1936                                                  |
|              | 17      | Portrait royal : le roi de Babylone Hammurabi, ? | inconnu                                                              | butin de Babylone, Mésopotamie (Irak actuel)                                      | vers 1900 av. J.-C.                  | diorite                                                        | H. 15,2 cm ; l. 9,7 cm                                              | Sb 95                           | fouilles de J. de Morgan, Suse (Iran actuel), 1908                                                  |
|              | 18      | Tablette en écriture cunéiforme. Poème en langue babylonnienne, dialogue entre un homme et son dieu, | inconnu                                                              | Babylone, Mésopotamie (Irak actuel)                                               | vers 1800-1600 av. J.-C.             | argile, terre crue                                             | H. 18 cm ; l. 9,7 cm ; ép. 2,9 cm                                   | AO 4462                         | achat, 1906                                                                                         |
|              | 19      | Borne (« kudurru ») représentant Gula, déesse de la Médecine, et le panthéon babylonien, | inconnu                                                              | Butin de Babylone, Mésopotamie (Irak actuel)                                      | vers 1200-1100 av. J.-C.             | calcaire                                                       | H. 36 cm ; l. 20 cm                                                 | Sb 27                           | fouilles de J. de Morgan, Suse (Iran actuel), 1899-1902                                             |
|              | 20      | Fragments du décor du temple d'Inshushinak, | inconnu                                                              | Suse, Élam (Iran actuel)                                                          | vers 1150 av. J.-C.                  | terre cuite                                                    | H. 136 cm ; l. 37 & 36 cm ; pr. 20 & 36 cm                          | Sb 2732 & Sb 2733               | fouilles de R. de Mecquenem, Suse (Iran actuel), 1913-1921                                          |
|              | 21 22   | Figurines féminines nues, coiffées d'un diadème et parées de bijoux, | inconnu                                                              | Suse, Élam (Iran actuel)                                                          | vers 1300-1100 av. J.-C.             | terre cuite                                                    | H. 17,9 cm H. 16,2 cm                                               | Sb 7783 Sb 7799                 | fouilles de R. de Mecquenem, Suse (Iran actuel), 1928                                               |
|              | 23      | Plaque de mors (harnachement de cheval) figurant un héros cornu maîtrisant des fauves | inconnu                                                              | Luristan (Iran actuel)                                                            | vers 800-700 av. J.-C.               | bronze                                                         | H. 11 cm ; l. 12,7 cm                                               | AO 20531                        | collection J. Coiffard, achat, 1958                                                                 |
|              | 24      | Pendentif amulette, dieu hittite, | inconnu                                                              | Anatole centrale (Turquie actuelle)                                               | vers 1400-1200 av. J.-C.             | or                                                             | H. 3,8 cm ; l. 1,3 cm                                               | AO 9647                         | dépôt du musée Guimet, 1925                                                                         |
|              | 25      | Porteuse d'offrandes, | inconnu                                                              | Assiout, Égypte                                                                   | vers 1950 av. J.-C.                  | bois peint                                                     | H. 49,7 cm ; l. 10,1 cm ; pr. 22 cm                                 | E 12001                         | fouilles du cimetière d'Assout (Égypte), don de l'Institut français d'archéologie orientale, 1903   |
|              | 26      | Table d'offrandes funéraire inscrite au nom de l'intendant Nabbi, | inconnu                                                              | Thèbes ? Égypte                                                                   | vers 2100-2000 av. J.-C.             | calcaire                                                       | H. 36 cm ; l. 49 cm ; ép. 8,5 cm                                    | AF 10226                        | |
|              | 27      | Homme accroupi (statue-cube inscrite) : offrande du roi au bénéfice d'un employé nommé Ser, | inconnu                                                              | Abydos, Égypte                                                                    | vers 1790-1700 av. J.-C.             | calcaire                                                       | H. 45,5 cm ; l. 25 cm ; pr. 35,3 cm                                 | A 76                            | |
|              | 28      | Le vizir Néferkarê-Iymérou, haut fonctionnaire du roi, | inconnu                                                              | Karnak, Égypte                                                                    | vers 1725 av. J.-C.                  | grès                                                           | H. 162 cm ; l. 50 cm ; pr 64 cm                                     | A 125                           | achat, 1882                                                                                         |
|              | 29      | La reine Tiy aux côtés du roi Aménophis III, fragment d'un couple royal dont il ne reste que la reine, | inconnu                                                              | Égypte                                                                            | vers 1391-1353 av. J.-C.             | stéatite glaçurée                                              | H. 29 cm ; l. 12 cm                                                 | E 25493                         | collection Salt, 1826 : N 2312. Don de la Société des Amis du Louvre, 1962                          |
|              | 30      | Tablette en écriture cunéiforme : correspondance diplomatique en langue akkadienne du pharaon Akhénaton à un vassal prince d'Akshapa (près de Saint-Jean-d'Acre, Israël actuel),                            | inconnu                                                              | Tell el Amarna, Égypte                                                            | vers 1375-1350 av. J.-C.             | argile crue                                                    | H. 8,2 cm ; l. 5,8 cm ; ép. 2,2 cm                                  | AO 7095                         | achat, 1918                                                                                         |
|              | 31      | Sekhmet, déesse-lionne régnant sur les forces dangereuses, | inconnu                                                              | Karnak, Égypte                                                                    | vers 1400-1350 av. J.-C.             | diorite                                                        | H. 212 cm ; pr. 95 cm                                               | A 3                             | achat, 1817                                                                                         |
|              | 32      | Vase (cratère) funéraire, scène de l'exposition du mort (prothésis), | inconnu                                                              | Dipylon (Athènes), Grèce                                                          | vers 730 av. J.-C.                   | argile, décor aux silhouettes noires                           | H. 112 cm ; diam. 95 cm                                             | CA 3276                         | don d'O. Rayet, 1884                                                                                |
|              | 33      | Idole féminine en forme de cloche : objet votif ou funéraire destiné à être suspendu, | inconnu                                                              | Béotie, Grèce                                                                     | vers 700 av. J.-C.                   | terre cuite                                                    | H. 33 cm ; l. 15 cm                                                 | CA 623                          | achat, 1894                                                                                         |
|              | 34      | Jeune homme nu (couros) : statue provenant du sanctuaire d'Asclépios, dieu de la Médecine, | inconnu                                                              | Paros (île de Cyclades), Grèce                                                    | vers 540 av. J.-C.                   | marbre                                                         | H. 103 cm                                                           | MND 888                         | achat, 1910                                                                                         |
|              | 35      | Urne cinéraire à tête féminine et aux bras articulés, | inconnu                                                              | Chiusi, Étrurie (Italie actuelle)                                                 | vers 550-500 av. J.-C.               | terre cuite                                                    | H. 50 cm                                                            | D 162                           | achat, 1851                                                                                         |
|              | 36      | Jeune homme coiffé d'une couronne végétale : statue offerte dans un sanctuaire, ? | inconnu                                                              | Chypre                                                                            | vers 480-460 av. J.-C.               | calcaire peint                                                 | H. 69 cm ; l. 26 cm                                                 | AO 22206                        | don d'H. de Boisgelin, 1967                                                                         |
|              | 37      | Plaque représentant une scène d'inspiration égyptienne : deux génies coiffés du pschent (couronne double pharaonique) déploient symétriquement leurs ailes de part et d'autre d'une enfant sortant un lotus | inconnu                                                              | Arslan Tash (Assyrie, Syrie actuelle)                                             | vers 800-700 av. J.-C.               | ivoire                                                         | H. 9,2 cm ; l. 8,6 cm                                               | AO 11466                        | fouilles de F. Thureau-Dangin, 1929                                                                 |
|              | 38      | Fragment de décor du palais du roi assyrien Assurbanipal : convoi de déportés, | inconnu                                                              | Ninive, Assyrie, Mésopotamie (Iraq actuel)                                        | vers 645-640 av. J.-C.               | albâtre gypseux                                                | H. 82 cm ; l. 83 cm                                                 | AO 22202                        | don d'H. de Boisgelin, 1967                                                                         |
|              | 39      | Fragment de décor du palais du roi assyrien Sargon II : tête d'homme barbu appartenant au défilé des tributaires mèdes,                                                                                     | inconnu                                                              | Khorsabad, Assyrie, Mésopotamie (Irak actuel)                                     | vers 710-706 av. J.-C.               | albâtre gypseux                                                | H. 25 cm ; l. 23 cm                                                 | AO 19898                        | fouilles de P.-É. Botta, Khorsabad (Irak), 1872                                                     |
|              | 40      | Le pharaon Psammétique II (595-589 av. J.-C.), | inconnu                                                              | Égypte                                                                            | vers 590 av. J.-C.                   | pierre                                                         | H. 83,5 cm ; l. 15 cm ; pr. 37,7 cm                                 | N 830                           | achat, 1824                                                                                         |
|              | 41      | Sarcophage de la dame Tanetmit, | inconnu                                                              | Thèbes ? Égypte                                                                   | vers 945-715 av. J.-C.               | bois polychrome                                                | H. 195 cm ; l. 58 cm ; pr. 40 cm                                    | N 2587, N 2588, N 675 & AF 85   | |
|              | 42      | Vases à viscères (canopes) de la dame Taremetenbastet, | inconnu                                                              | Égypte                                                                            | vers 664-525 av. J.-C.               | albâtre                                                        | H. 25 cm ; diam. 14 cm                                              | E 18868 E 18869 E 18870 E 18871 | |
|              | 43      | Troupe de serviteurs funéraires (« oushebtis ») inscrits au nom de Neferibreheb, | inconnu                                                              | Memphis ? Égypte                                                                  | vers 500 av. J.-C.                   | faïence                                                        |                                                                     | N 3459                          | |
|              | 44      | Trousseau d'amulettes d'une momie, | inconnu                                                              | Égypte                                                                            | vers 500 av. J.-C.                   | or, faïence, verre, pierres dures, pierres semi-précieuses     |                                                                     |                                 | |
|              | 45      | La déesse Bastet sous sa forme de chatte, | inconnu                                                              | Égypte                                                                            | vers 650-350 av. J.-C.               | bronze, yeux en cristal de roche                               | H. 19,4 cm                                                          | E 3807                          | don du comte Tyszkiewicz, 1862                                                                      |
|              | 46      | Fragment du décor du palais du roi perse Darius Ier : archer de la garde royale, | inconnu                                                              | Suse (Iran actuel)                                                                | vers 500 av. J.-C.                   | briques siliceuses à glaçure                                   | H. 196 cm ; l. 80 cm ; pr. 20 cm                                    | Sb 23117                        | fouilles de R. de Mecquenem, Suse (Iran actuel), 1908-1913                                          |
|              | 47      | Bloc inscrit : lettre en grec du roi perse Darius Ier à un gouverneur (satrape) d'Asie mineure, | inconnu                                                              | Magnésie du Méandre, Carie (Turquie actuelle)                                     | vers 492-496 av. J.-C.               | marbre                                                         | H. 82 cm ; l. 39 cm ; ép. 43 cm                                     | MNC 1062                        | don de l'École française d'Athènes, 1888                                                            |
|              | 48      | Stèle portant en grec les comptes des trésoriers du Parthénon, | inconnu                                                              | Acropole (Athènes), Grèce                                                         | entre 409 et 405 av. J.-C.           | marbre du Panthélique (près d'Athènes, Grèce)                  | H. 116 cm ; l. 77 cm ; pr. 19 cm                                    | LL 129                          | fouilles de L. S. Fauvel sur l'Acropole, 1788, collection du comte de Coiseul-Gouffier, achat, 1818 |
|              | 49      | Athlète tenant un disque, copie romaine d'un « Discophore » de bronze, | inconnu                                                              | D'après Naucydès (né dans le Péloponnèse, Grèce, actif vers 400-390 av. J.-C.)    | vers 130-150 av. J.-C.               | marbre                                                         | H. 167 cm (avec la plinthe)                                         | MR 159                          | collection Borghèse, achat, 1807                                                                    |
|              | 50      | Vase (cratère) à volutes : face A : concours musical entre le dieu Apollon et le satyre Marsyas ; face B : Dionysos, satyre et Ménades,                                                                     | inconnu                                                              | Lucanie (Italie actuelle)                                                         | vers 380 av. J.-C.                   | terre cuite, décor à figures rouges                            | H. 59,9 cm ; diam. 40 cm                                            | ED 199                          | achat, 1825                                                                                         |
|              | 51      | Alexandre le Grand, roi de Macédoine (336-353 av. J.-C.), copie romaine d'un portrait de bronze d'Alexandre nu brandissant une lance,                                                                       | inconnu                                                              | D'après Lysippe (né à Sicyone, Péloponnèse, Grèce ; actif vers 370-300 av. J.-C.) | vers 130 apr. J.-C.                  | marbre                                                         | H. 62 cm                                                            | Cp 6430                         | collection Campana, achat, 1861                                                                     |
|              | 52      | Jeune femme ailée, Niké, personnification de la Victoire, | inconnu                                                              | Myrina, Asie mineure (Turquie actuelle)                                           | vers 190 av. J.-C.                   | argile                                                         | H. 25 cm                                                            | Myr 42                          | fouilles d'E. Pottier et S. Reinach à Myrina, 1881-1882                                             |
|              | 53      | Statuette de femme nue debout, représentant peut-être la « grande déesse » babylonienne, | inconnu                                                              | Babylone, Mésopotamie (Irak actuel)                                               | vers 200 av. J.-C. - 200 apr. J.-C.  | albâtre, or, verre, terre cuite                                | H. 21,5 cm                                                          | AO 20132                        | ancien fonds                                                                                        |
|              | 54      | Hermaphrodite, copie romaine d'un « Hermaphrodite endormi », | inconnu                                                              | D'après Polyclès (actif à Alexandrie, Égypte, vers 175 av. J.-C.)                 | vers 130-150 apr. J.-C.              | marbre                                                         | l. 149 cm                                                           | MR 222                          | collection du pape Pie VI (1775-1778)                                                               |
|              | 55      | La déesse égyptienne Isis ou une reine grecque d'Égypte représentée en Isis, ? | inconnu                                                              | Égypte                                                                            | vers 300-100 av. J.-C.               | diorite                                                        | H. 68 cm ; l. 26 cm ; pr. 17 cm                                     | E 11197                         | legs de H. Hoffmann                                                                                 |
|              | 56      | Sarcophage à couvercle sculpté d'un visage féminin, | inconnu                                                              | Sidon (aujourd'hui Saïda), Phénicie (Liban actuel)                                | vers 325-300 av. J.-C.               | marbre                                                         | H. 59 cm ; l. 20 cm ; pr. 64 cm                                     | AO 4807                         | fouilles d'E. Renan, 1861                                                                           |
|              | 57      | Octave Auguste (27 av. J.-C. - 14 apr. J.-C.), fondateur de l'Empire Romain, | inconnu                                                              | Rome, Italie                                                                      | vers 25 av. J.-C.                    | marbre                                                         | H. 83,5 cm ; l. 64 cm                                               | MR 426                          | collection du cardinal Albani                                                                       |
|              | 58      | Fragment du décor d'un arc de triomphe : garde rapprochée de l'empereur (prétoriens), | inconnu                                                              | Rome, Italie                                                                      | vers 50 apr. J.-C.                   | marbre                                                         | H. 162 cm ; l. 126 cm ; ép. 27 cm                                   | LL 398                          | achat, 1824                                                                                         |
|              | 59      | Inscription en latin, règlement des joueurs de cor du camp militaire de la 3e légion Augusta, | inconnu                                                              | Lambèse (Algérie actuelle)                                                        | 202 apr. J.-C.                       | marbre                                                         | H. 105 cm ; l. 52 cm ; ép. 15 cm                                    | MNB 770                         | fouilles d'A. Héron de Villefosse, Lambèse, 1874                                                    |
|              | 60      | Fragment de peinture murale : femme auprès d'un faon, scène de culte à Bacchus, ? | inconnu                                                              | Pompéi, Rome                                                                      | vers 30-50 apr. J.-C.                | fresque                                                        | H. 83 cm ; l. 135 cm                                                | CC 69                           | don du roi de Naples, 1825                                                                          |
|              | 61      | Lampe ornée d'un masque de théâtre, | inconnu                                                              | Herculanum ? Italie                                                               | vers 50 apr. J.-C.                   | bronze                                                         | l. 23 cm                                                            | ED 2772                         | achat, 1825                                                                                         |
|              | 62      | Candélabre porte-lampe en forme de tige de roseau, | inconnu                                                              | Herculanum, Italie                                                                | vers 50 apr. J.-C.                   | bronze                                                         | H. 129 cm                                                           | ED 2775                         | achat, 1825                                                                                         |
|              | 63      | Marc Aurèle, empereur romain (161-180 apr. J.-C.), | inconnu                                                              | Rome ? Italie                                                                     | vers 160 apr. J.-C.                  | marbre                                                         | H. 210 cm                                                           | MR 261                          | collection Borghèse, achat, 1807                                                                    |
|              | 64      | Alexandre Sévère, empereur romain (222-235 apr. J.-C.), | inconnu                                                              | Rome, Italie                                                                      | vers 226-235 apr. J.-C.              | marbre                                                         | H. 40 cm ; l. 25 cm                                                 | MR 408                          | collection du pape Pie VI (1775-1799)                                                               |
|              | 65      | Jupiter, roi des dieux romains, portant le foudre et accompagné de l'aigle, | inconnu                                                              | Rome ? Italie                                                                     | vers 150 apr. J.-C.                  | marbre                                                         | H. 185 cm                                                           | MR 254                          | collection Borghèse, achat, 1807                                                                    |
|              | 66      | Relief représentant Mithra, dieu iranien du Soleil, sacrifiant le taureau, | inconnu                                                              | Capitole, Rome, Italie                                                            | vers 100-200 apr. J.-C.              | marbre                                                         | H. 254 cm ; l. 275 cm ; ép. 80 cm                                   | MR 818                          | collection Borghèse, achat, 1807                                                                    |
|              | 67      | Sarcophage : concours musical entre le dieu Apollon et le satyre Marsyas, | inconnu                                                              | Cose, Italie                                                                      | vers 290-300 apr. J.-C.              | marbre                                                         | H. 105 cm ; l. 233 cm ; ép. 98 cm                                   | Cp 6365                         | collection Campana, achat, 1861                                                                     |
|              | 68      | Fragment de relief architectural montrant des divinités égyptiennes remployé comme dalle funéraire chrétienne,                                                                                              | inconnu                                                              | Henchir et Attermine (Tunisie actuelle)                                           | vers 160 apr. J.-C.                  | marbre                                                         | H. 192 cm ; l. 83 cm                                                | MND 932                         | achat, 1912                                                                                         |
|              | 69      | Fragment de mosaïque de pavement : les préparatifs d'un banquet, | inconnu                                                              | Carthage (Tunisie actuelle)                                                       | vers 180-190 apr. J.-C.              | marbre, calcaire, pâte de verre                                | H. 214 cm ; l. 235 cm                                               | MNC 1577                        | achat, 1891                                                                                         |
|              | 70      | Élément de décor de fenêtre ? Le dieu égyptien Horus en cavalier romain terrassant un crocodile, | inconnu                                                              | Faras (Soudan)                                                                    | vers 270-350 apr. J.-C.              | grès                                                           | H. 51 cm ; l. 58 cm ; ép. 25 cm                                     | E 4850                          | collection P. H. Delaporte, achat, 1864                                                             |
|              | 71      | Prince de la famille de l'empereur d'Orient Théodose II (408-450), | inconnu                                                              | Italie ?                                                                          | vers 440                             | marbre                                                         | H. 87 cm                                                            | MR 581                          | collection Borghèse, achat, 1807                                                                    |
|              | 72      | Décor d'architecture funéraire : poisson à la croix, symbole de Jésus-Christ, | inconnu                                                              | Louxor, Égypte                                                                    | vers 400-500                         | calcaire                                                       | H. 25,5 cm ; l. 34,3 cm                                             | MNC 1418                        | don de l'Institut français d'archéologie orientale, 1891                                            |
|              | 73      | Pilier d'angle à décor de saint, archange et rinceaux, | inconnu                                                              | Raouit, Égypte                                                                    | vers 500-600                         | calcaire, traces de polychromie                                | H. 171 cm ; l. 23 cm                                                | E 16921                         | fouilles d'É. Chassinat et J. Clédat, monastère de Baouit (Égypte), 1901-1902                       |
|              | 74      | Stèle funéraire de Théodore gravée d'une croix et d'un texte en langue copte, | inconnu                                                              | Esna, Égypte                                                                      | 26 février 983                       | calcaire                                                       | H. 44,5 cm ; l. 31 cm                                               | AF 6265                         | |
|              | 75      | Médaillon central d'une grande croix de procession : Christ bénissant, | inconnu                                                              | Antioche (Turquie actuelle)                                                       | vers 500-625                         | argent repoussé, traces de dorure                              | H. 13,5 cm ; diam. 12,7 cm                                          | MNE 633                         | don d'H. de Boisgelin, 1956                                                                         |
|              | 76      | Sarcophage : le Christ, deux apôtres et décor végétal, | inconnu                                                              | Castelnau-de-Guers (France)                                                       | vers 550-600                         | marbre                                                         | H. 49 cm ; l. 201 cm ; ép. 70 cm                                    | MND 1406                        | achat, 1923                                                                                         |
|              | 77 78   | Colonnes décorées de pampres provenant de l'ancienne église Notre-Dame-de-la-Dorade, | inconnu                                                              | Toulouse, France                                                                  | vers 500                             | marbre                                                         | H. 189 cm ; diam. 40 cm                                             | RF 2305 RF 2306                 | achat, 1934                                                                                         |
|              | 79 80   | Bustes de rois provenant de la façade de l'Église Notre-Dame de la Couldre, | inconnu                                                              | Partenay, France                                                                  | vers 1150-1200                       | pierre                                                         | H. 75 cm ; l. 51 cm ; pr. 35,5 cm H. 66,5 cm ; l. 50 cm ; pr. 34 cm | RF 1608 A RF 1609 A             | achat, 1914                                                                                         |
|              | 81      | Chef-reliquaire : vierge martyre (compagne de Sainte Ursule ?), | inconnu                                                              | Limoges, France                                                                   | vers 1275-1300                       | cuivre doré, perle                                             | H. 33 cm ; l. 15,2 cm                                               | OA 6120                         | don de Mme Octave Homberg, 1908                                                                     |
|              | 82      | Reliquaire (châsse) en forme d'église : Christ en majesté et Crucifixion, | inconnu                                                              | Limoges, France                                                                   | vers 1185-1200                       | émail champlevé sur cuivre doré                                | H. 17,7 cm ; l. 17,4 cm ; pr. 10,1 cm                               | MR 2648                         | achat, 1824                                                                                         |
|              | 83      | Élément de bâton pastoral (crosse), | inconnu                                                              | Limoges, France                                                                   | vers 1200                            | émail champlevé sur cuivre doré                                | H. 28,2 cm ; l. 10,6 cm                                             | OA 2023                         | achat, 1864                                                                                         |
|              | 84      | Plaque : guerrier combattant un dragon, | inconnu                                                              | Meuse (France actuelle)                                                           | vers 1160-1170                       | émail champlevé sur cuivre doré                                | H. 10,2 cm ; l. 10,2 cm                                             | OA 8098                         | don de V. Martin Le Roy, 1914                                                                       |
|              | 85      | Chandelier : femme à cheval, | inconnu                                                              | Magdebourg ? Saxe, Allemagne                                                      | vers 1150                            | bronze                                                         | H. 20 cm                                                            | OA 748                          | don d'A.-C. Sauvageot, 1856                                                                         |
|              | 86      | Stèle funéraire réutilisant un marbre antique, | inconnu                                                              | Égypte                                                                            | 11 décembre 877 - 8 janvier 878      | marbre                                                         | H. 49 cm ; l. 35 cm ; ép. 3,5 cm                                    | OA 8162                         | acquise avant 1930                                                                                  |
|              | 87      | Coup à décor imitant une inscription arabe, | inconnu                                                              | Irak                                                                              | vers 800-900                         | faïence                                                        | H. 6,2 cm ; diam. 20,2 cm                                           | K 3458                          | legs de M. et Mme R. Koechlin, 1932                                                                 |
|              | 88      | Jarre décorée d'un personnage féminin et d'animaux, | inconnu                                                              | Ermant ? Égypte                                                                   | vers 500-800                         | terre cuite peinte                                             | H. 50 cm ; l. 34 cm                                                 | E 10993                         | |
|              | 89      | Coupe à décor imitant du jaspe, | inconnu                                                              | Iran ou Asie centrale                                                             | vers 1000-1300                       | céramique à décor gravé sous glaçures colorées                 | H. 9 cm ; diam. 22,2 cm                                             | MAO 750                         | achat, 1985                                                                                         |
|              | 90      | Coupe au guerrier, | inconnu                                                              | Iran ou Asie centrale                                                             | vers 900-1100                        | céramique à décor engobé et peint sous glaçure transparente    | H. 6 cm ; diam. 14,3 cm                                             | MAO 133                         | achat, 1953                                                                                         |
|              | 91      | Plat à décor moulé, | inconnu                                                              | Suse (Iran actuel)                                                                | vers 800-1000                        | céramique à décor moulé sous glaçure                           | H. 2,3 cm ; diam. 17,8 cm                                           | MAO S.328                       | fouilles de Suse                                                                                    |
|              | 92      | Coupe à décor végétal stylisé, | inconnu                                                              | Suse (Iran actuel)                                                                | vers 800-900                         | céramique à décor de lustre métallique sur glaçure             | H. 6,5 cm ; diam. 21,1 cm                                           | MAO S.568                       | fouilles de R. de Mecquenem, Suse (Iran actuel), 1921                                               |
|              | 93      | Fragment de panneau décoratif : danseur au foulard, | inconnu                                                              | Égypte                                                                            | vers 1000-1200                       | bois                                                           | H. 8,1 cm ; l. 8,2 cm                                               | MAO 471                         | legs de J. David-Weill, 1972                                                                        |
|              | 94      | Boîte (pyxide) décorée de quatre médaillons, | inconnu                                                              | Madinat al-Zhara (région de Cordoue), Espagne                                     | vers 970                             | ivoire d'éléphant                                              | H. 10,5 cm ; diam. 10,8 cm                                          | OA 2774                         | don du baron C. Davillier, 1885                                                                     |
|              | 95      | Cor de chasse ou de guerre (oliphant), | inconnu                                                              | Italie du Sud                                                                     | vers 1080-1090                       | ivoire d'éléphant                                              | H. 11,3 cm ; l. 51,3 cm                                             | MRR 450                         | achat, 1828                                                                                         |
|              | 96      | Tête d'ange : fragment du revers du mur de la façade de la basilique de Torcello, | inconnu                                                              | Venise, Italie                                                                    | vers 1050-1100                       | mosaïque                                                       | H. 31,6 cm ; l. 24,6 cm                                             | OA 6460                         | don d'É.-D. Gerspach, 1892                                                                          |
|              | 97      | Plaque centrale d'un triptyque : la Vierge à l'Enfant entre deux saints, | inconnu                                                              | Constantinople (aujourd'hui Istanbul, Turquie actuelle) ?                         | vers 950-1000                        | ivoire d'éléphant                                              | H. 13,8 cm ; l. 10 cm ; pr. 0,7 cm                                  | OA 2602                         | achat, 1882                                                                                         |
|              | 98      | Plaque de coffret : la Vierge à l'Enfant entre deux anges, | inconnu                                                              | Géorgie ?                                                                         | vers 1000-1100                       | ivoire d'éléphant                                              | H. 9,4 cm ; l. 10 cm ; pr. 0,8 cm                                   | OA 4071                         | don de S. Baron, 1898                                                                               |
|              | 99      | Médaillon ayant décoré un cadre d'icône : saint Démétrios, | inconnu                                                              | Constantinople (aujourd'hui Istanbul, Turquie actuelle)                           | vers 1100                            | or et émail                                                    | diam. 8,4 cm                                                        | OA 6457                         | don de J. Pierpont-Morgan, 1911                                                                     |
|              | 100     | Icône : saint Démétrios, | inconnu                                                              | Constantinople (aujourd'hui Istanbul, Turquie actuelle)                           | vers 1000-1050                       | stéatite, traces de dorure                                     | H. 9,2 cm ; l. 6,2 cm                                               | OA 3969                         | achat, 1897                                                                                         |
|              | 101     | Saint François d'Assise (1182-1226), | inconnu                                                              | Rome (Italie)                                                                     | vers 1225-1250                       | bois, fond d'or                                                | H. 95 cm ; l. 39 cm                                                 | RF 975                          | collection Campana, achat, 1861                                                                     |
|              | 102     | Décor de sanctuaire d'église : ange, | inconnu                                                              | Île-de-France (France)                                                            | vers 1270-1300                       | bois de chêne                                                  | H. 88 cm ; l. 24,5 cm ; pr. 24 cm                                   | RF 593                          | achat, 1882                                                                                         |
|              | 103     | Triptyque : scènes de la vie et de la Vierge, | inconnu                                                              | Paris, France                                                                     | vers 1315-1335                       | ivoire d'éléphant, traces de polychromie                       | H. 24,6 cm                                                          | OA 6932                         | don de la marquise Arconati Visconti, 1916                                                          |
|              | 104     | Vierge à l'Enfant, provenant d'une léproserie, | inconnu                                                              | Nevers, duché de Bourgogne (France actuelle)                                      | vers 1350-1375                       | pierre calcaire polychrome                                     | H. 110 cm ; l. 44 cm ; pr. 34 cm                                    | RF 956                          | don de Mme du Verne, 1893                                                                           |
|              | 105     | Fragment d'un monument funéraire d'une dame inconnue : la défunte couchée (gisante), | inconnu                                                              | Île-de-France, France                                                             | vers 1380                            | pierre, albâtre                                                | H. 53 cm ; l. 175 cm ; ép. 46 cm                                    | LP 434                          | Musée des monuments français                                                                        |
|              | 106     | Retable de l'église Saint-Martin : la Vierge et l'Enfant entre les douze apôtres, | inconnu                                                              | Nolay, duché de Bourgogne (France actuelle)                                       | vers 1400-1425                       | pierre calcaire polychrome                                     | H. 71 cm ; l. 213 cm ; ép. 14 cm                                    | RF 2549                         | achat, 1942                                                                                         |
|              | 107     | Dossier du stalle du chœur d'une église : ange tenant un écu aux armes de l'abbaye de Sainte-Claude (Jura, France),                                                                                         | atelier de Jean de Vitry                                             | Genève, Suisse                                                                    | vers 1445-1450                       | bois de noyer                                                  | H. 191 ; l. 45 cm ; ép. 7 cm                                        | OA 6983 B                       | don de la marquise Arconati Visconti, 1916                                                          |
|              | 108     | Fragment d'un cénotaphe : inscription coranique en arabe de style anguleux, | inconnu                                                              | Raqqa, Syrie                                                                      | vers 1100-1200                       | pierre calcaire                                                | H. 47 cm ; l. 90 cm ; ép. 7 cm                                      | MAO 314                         | legs du comte F. Chandron de Briailles, 1955                                                        |
|              | 109     | Coupe à décor de personnages, | inconnu                                                              | Iran                                                                              | vers 1180-1250                       | céramique à décor peint et doré en glaçure                     | H. 7 cm ; diam. 18 cm                                               | OA 6452                         | don de la Société des amis du Louvre, 1911                                                          |
|              | 110     | Élément de frise architecturale, inscription coranique en arabe de style cursif, | inconnu                                                              | Iran ou Asie centrale                                                             | vers 1375-1400                       | mosaïque de céramique                                          | H. 22,7 cm ; l. 75,5 cm                                             | MAO 838                         | achat, 1989                                                                                         |
|              | 111     | Plaque de revêtement à décor de lampe, | inconnu                                                              | Iran                                                                              | vers 1250-1300                       | céramique à décor de lustre céramique                          | H. 64 cm ; l. 48,2 cm ; ép. 5,7 cm                                  | OA 3341                         | achat, 1893                                                                                         |
|              | 112     | Bassin décoré de cavaliers portant une inscription à la gloire d'un souverain iranien, | inconnu                                                              | Shiraz, Iran                                                                      | vers 1300-1400                       | alliage de cuivre incrusté d'or et d'argent                    | H. 11,6 cm ; diam. 23,5 cm                                          | K 3437                          | legs de M. et Mme R. Koechlin                                                                       |
|              | 113     | Globe céleste, | inconnu                                                              | Maragha, Iran                                                                     | vers 1315                            | alliage de cuivre à décor gravé                                | H. 43,3 cm ; diam. 21 cm                                            | MAO 825                         | dation, 1987                                                                                        |
|              | 114     | Réception d'une délégation vénitienne à Damas, | inconnu                                                              | Venise, Italie                                                                    | 1511                                 | huile sur toile                                                | H. 158 cm ; l. 201 cm                                               | INV 100                         | collection du roi de France Louis XIV (1643-1715)                                                   |
|              | 115     | Bassin au nom d'un émir du sultan mamlouk Ibn Qalawun, | inconnu                                                              | Égypte ou Syrie                                                                   | vers 1330-1340                       | alliage de cuivre, incrusté d'or, d'argent et de pâte noire    | H. 20 cm ; diam. 33,7 cm                                            | OA 7780/116                     | dépôt du musée de Cluny, 1926                                                                       |
|              | 116     | Vase à pharmacie (albarelle), | inconnu                                                              | Égypte ou Syrie                                                                   | vers 1300-1500                       | céramique à décor peint sous glaçure                           | H. 29 cm ; diam. 22,4 cm                                            | OA 4074                         | achat, 1899                                                                                         |
|              | 117     | Aiguière à bec en forme d'animal, | inconnu                                                              | Égypte ou Syrie                                                                   | vers 1400-1450                       | alliage de cuivre, décor gravé                                 | H. 26 cm ; l. 14,3 cm ; diam. 10 cm                                 | OA 6951                         | don de la marquise Arconati Visconti, 1916                                                          |
|              | 118     | Saint Jacques de la Marche (1391-1496), | Carlo Crivelli                                                       | Italie                                                                            | 1477                                 | huile sur bois                                                 | H. 198 cm ; l. 64 cm                                                | MI 290                          | collection Campana, achat, 1861                                                                     |
|              | 119     | Autoportrait, | Leon Battista Alberti                                                | Italie                                                                            | vers 1450-1500                       | bronze                                                         | H. 15,5 cm ; l. 11,5 cm                                             | OA 9151                         | don d'H. His de La Salle, 1876                                                                      |
|              | 120     | Fragment de décor d'une chapelle du Saint-Sépulcre : le Père éternel bénissant entouré d'anges, | inconnu                                                              | Chaumont-en-Bassigny, France                                                      | vers 1475-1500                       | pierre calcaire, traces de polychromie                         | H. 120 cm ; l. 85 cm ; pr. 40,5 cm                                  | RF 1337                         | achat, 1902                                                                                         |
|              | 121     | La Vierge et l'Enfant, | Sandro Botticelli                                                    | Italie                                                                            | vers 1465-1470                       | huile sur bois                                                 | H. 92,5 cm ; l. 69,5 cm                                             | RF 2099                         | legs du baron B de Schlichting, 1914                                                                |
|              | 122     | La Vierge et l'Enfant, | Mino da Fiesole                                                      | Italie                                                                            | vers 1470                            | pierre, marbre, traces de dorure                               | H. 54 cm ; l. 41 cm ; pr. 12 cm                                     | RF 573                          | achat, 1882                                                                                         |
|              | 123     | Fragment de retable : la mise au tombeau du Christ, | inconnu                                                              | France                                                                            | vers 1500                            | bois, traces de polychromie                                    | H. 29 cm ; l. 42 cm ; pr. 15 cm                                     | RF 2466                         | achat, 1937                                                                                         |
|              | 124     | Vierge de douleur, | inconnu                                                              | Sud-Ouest, France                                                                 | vers 1480                            | bois de noyer polychrome                                       | H. 117 cm ; l. 40 cm ; pr. 33 cm                                    | RF 2554                         | achat, 1943                                                                                         |
|              | 125     | Saint Sébastien, | Pietro di Cristoforo Vannucci, dit Le Pérugin                        | Italie                                                                            | vers 1490-1500                       | huile sur bois                                                 | H. 176 cm ; l. 116 cm                                               | RF 957                          | achat, 1896                                                                                         |
|              | 126     | Terme à figure d'homme barbu | inconnu                                                              | Oiron, France                                                                     | vers 1548-1550                       | terre cuite                                                    | H. 115 cm ; l. 39 cm ; pr. 30 cm                                    | RF 2396                         | don de Gabrielle Fillon au musée de Céramique de Sèvres                                             |
|              | 127     | Médaille représentant Cecilia Gonzague, fille de Louis III (1414-1478), marquis de Mantoue (Italie), | d'après Antonio Puccio, dit Pisanello                                | Italie                                                                            | 1447                                 | bronze                                                         | diam. 8,4 cm                                                        | OA 2874                         | legs du baron C. Devillier, 1883                                                                    |
|              | 128     | Plat d'apparat : Bella donna, | inconnu                                                              | Deruta, Italie                                                                    | vers 1500-1530                       | faïence lustrée                                                | diam. 24 cm                                                         | OA 1463                         | collection Campana, achat, 1861                                                                     |
|              | 129     | Portrait de femme, | Giovanni Francesco Caroto                                            | Italie                                                                            | vers 1505-1510                       | huile sur bois                                                 | H. 89 cm ; l. 74,5 cm                                               | INV 894                         | entré au Louvre sous Napoléon Ier (1804-1815)                                                       |
|              | 130     | Saint Jean-Baptiste, | inconnu                                                              | Crète (Grèce actuelle)                                                            | vers 1500                            | tempera sur bois                                               | H. 33 cm ; l. 24 cm                                                 | RF 2804                         | don d'A. Loebl, 1929                                                                                |
|              | 131     | Portrait d'homme | Joos van Cleve                                                       |                                                                                   | vers 1535-1540                       | huile sur bois                                                 | H. 63 cm ; l. 53 cm                                                 | INV 2105                        | collection du roi de France Louis XIV (1643-1715)                                                   |
|              | 132     | Autoportrait avec un ami | Raffaello Santi ou Sanzio, dit Raphaël                               | Italie                                                                            | vers 1514-1515                       | huile sur toile                                                | H. 99 cm ; l. 83 cm                                                 | INV 614                         | entré dans les collections royales avant 1625                                                       |
|              | 133     | Anton Fugger (1493-1560), banquier et humaniste, | Hans Maler                                                           | Allemagne                                                                         | vers 1500-1529                       | huile sur bois                                                 | H. 79 cm ; l. 61,5 cm                                               | RF 2002-28                      | don de la Société des amis du Louvre                                                                |
|              | 134     | Figure masculine en prière provenant d'un monument votif ou funéraire ou Donateur | inconnu                                                              | Augsbourg (Allemagne actuelle)                                                    | vers 1570-1580                       | calcaire                                                       | H. 28 cm ; l. 20 cm ; pr. 5 cm                                      | ML 15                           | |
|              | 135     | Figure féminine en prière provenant d'un monument votif ou funéraire ou Donateur | inconnu                                                              | Augsbourg (Allemagne actuelle)                                                    | vers 1570-1580                       | calcaire                                                       | H. 28 cm ; l. 20 cm ; pr. 5 cm                                      | ML 14                           | |
|              | 136     | Antonio de Covarrubias y Leiva (1514-1602), juriste et érudit, | Domínikos Theotokópoulos, dit El Greco                               |                                                                                   | vers 1597-1600                       | huile sur toile                                                | H. 94 cm ; l. 82 cm                                                 | RF 1941-32                      | entré au Louvre en 1941, par voie d'échange avec les musées espagnols                               |
|              | 137     | La Sainte Trinité, avec Dieu le Père soutenant le Christ, | Colijn de Coter                                                      | Belgique                                                                          | vers 1510-1515                       | huile sur bois                                                 | H. 181 cm ; l. 133 cm                                               | RF 534                          | achat, 1889                                                                                         |
|              | 138     | Élément de retable : la Déploration du Christ, | inconnu                                                              | Anvers (Belgique actuelle)                                                        | vers 1515-1520                       | bois de chêne polychrome                                       | H. 48 cm ; l. 50 cm                                                 | OA 5528                         | legs de C. de Marsy, 1902                                                                           |
|              | 139     | L'Empire du Temps sur le monde, la Fortune tenant la voile et la Mort le gouvernail | inconnu                                                              | France                                                                            | vers 1550-1600                       | marbre                                                         | H. 85 cm ; l. 129,8 cm ; pr. 9 cm                                   | RF 1224                         | |
|              | 140     | Vénus et l'Amour, | Lambert Sustris                                                      |                                                                                   | vers 1550                            | huile sur toile                                                | H. 162 cm ; l. 214 cm                                               | INV 1978                        | collection du roi de France Louis XIV (1643-1715)                                                   |
|              | 141     | Déjanire, femme d'Hercule, enlevée par le centaure Nessus, | Jean Boulogne, dit Giovanni Bologna ou Giambologna                   |                                                                                   | vers 1620                            | bronze                                                         | H. 43,6 cm ; l. 30,2 cm ; pr. 22 cm (sans le socle)                 | OA 5431                         | collection du roi de France Louis XIV (1643-1715)                                                   |
|              | 142     | Tapis de prière à décor de niche (mirhab), | inconnu                                                              | Anatolie (Turquie actuelle)                                                       | vers 1750-1800                       | laine                                                          | H. 170 cm ; l. 118 cm                                               | AD 40316                        | dépôt du musée des Arts décoratifs de Paris, 2006. Lgs de Mme Mosticker, 1966                       |
|              | 143     | Vase à décor floral, | inconnu                                                              | Iznik, Turquie                                                                    | vers 1480-1520                       | céramique à décor peint sous glaçure                           | H. 20,5 cm ; diam. ouverture 10,5 cm                                | AD 27708                        | dépôt du musée des Arts décoratifs de Paris, 2006, legs de Mme T. B. Withney, 1931                  |
|              | 144     | Plat au bouquet composite, | inconnu                                                              | Iznik, Turquie                                                                    | vers 1540-1555                       | céramique à décor peint sous glaçure                           | H. 6,8 cm ; diam. 38,8 cm                                           | OA 7590                         | legs de la baronne Salomon de Rothschild, 1922                                                      |
|              | 145     | Plat au bouquet de tulipes et d'œillets, | inconnu                                                              | Iznik, Turquie                                                                    | vers 1560-1580                       | céramique à décor peint sous glaçure                           | H. 6,8 cm ; diam. 36 cm                                             | OA 3927                         | don de Mme A. de Tournière, 1895                                                                    |
|              | 146     | Panneau de revêtement mural à décor floral, provenant du mausolée du sultan ottoman Selim II (1566-1574),                                                                                                   | inconnu                                                              | Istanbul, Turquie                                                                 | vers 1577                            | céramique à décor peint sous glaçure                           | H. 245 cm ; l. 155 cm                                               | OA 3919                         | achat, 1895                                                                                         |
|              | 147     | Écran de fenêtre (« jali ») à décor géométrique, | inconnu                                                              | Inde                                                                              | vers 1605-1627                       | grès                                                           | H. 151 cm ; l. 109 cm                                               | MAO 2044                        | achat, 2005                                                                                         |
|              | 148     | Casque, | inconnu                                                              | Inde                                                                              | vers 1600-1800                       | alliage de fer, décor damasquiné d'or                          | H. 44 cm ; diam. 20 cm                                              | R 861                           | legs de la baronne Salomon de Rothschild, 1922                                                      |
|              | 149     | Poignard (« katar ») décoré de divinités hindoues : Vishnu, dieu protecteur, et Hanuman, guerrier-singe, dieu de la sagesse,                                                                                | inconnu                                                              | Inde                                                                              | vers 1600-1800                       | alliage de fer, jade, argent, pierres précieuses               | H. 40 cm ; l. 9,5 cm                                                | OA 7546                         | legs de la baronne Salomon de Rothschild, 1922                                                      |
|              | 150     | Panneau de revêtement mural : une assemblée de mystiques, | inconnu                                                              | Iran                                                                              | vers 1700-1800                       | céramique à décor de lignes noires et de glaçures colorées     | H. 120 cm ; l. 97 cm                                                | MAO 690                         | achat, 1982                                                                                         |
|              | 151     | Panneau de revêtement mural : le baptême, en 314, de Tiradate IV, roi d'Arménie, | inconnu                                                              | Isfahan, Iran                                                                     | vers 1650-1700                       | céramique à décor de lignes noires et de glaçures colorées     | H. 49 cm ; l. 96,2 cm                                               | AD 15118                        | dépôt du musée des Arts décoratifs de Paris, 2006, don de F. C. Filippo, 1908                       |
|              | 152     | Plats à décor de personnages : jeune homme tendant une rose à une fille, | inconnu                                                              | Iran                                                                              | vers 1580-1650                       | céramique à décor peint sous glaçure                           | H. 6 cm ; diam. 34 cm H. 6,3 cm ; diam. 28 cm                       | AD 2782 AD 2785                 | dépôt du musée des Arts décoratifs de Paris, 2006. Legs de Mme T. B. Whitney, 1931                  |
|              | 153     | Coupe au pourtour décoré de fleurons, | inconnu                                                              | Iran                                                                              | vers 1650-1730                       | céramique, décor de lustre métallique                          | H. 8,3 cm ; diam. 18,2 cm                                           | OA 3292                         | achat, 1892                                                                                         |
|              | 154     | Flambeau portant une inscription mystique en langue persane, | inconnu                                                              | région de Khurasan                                                                | vers 1550-1600                       | alliage de cuivre, décor gravé et incrusté de pâte noire       | H. 35 cm ; diam. 16,7 cm                                            | UCAD 5602                       | dépôt du musée des Arts décoratifs de Paris, 1993                                                   |
|              | 155     | Plat représentant le triomphe de Joseph le patriarche, d'après une gravure de Bernard Salomon, | inconnu                                                              | Atelier des Fontana, Urbino, Italie                                               | vers 1565-1570                       | faïence                                                        | H. 50 cm ; l. 63 cm                                                 | N 25                            | achat, 1825                                                                                         |
|              | 156     | Bassin décoré d'un serpent, de poissons et de lézards, | inconnu                                                              | France                                                                            | vers 1600                            | terre cuite vernissée                                          | H. 53 cm ; l. 40 cm                                                 | MR 2293                         | achat, 1825                                                                                         |
|              | 157     | Vase d'apparat, | inconnu                                                              | Milan, Italie                                                                     | vers 1600                            | cristal de roche, argent doré, or émaillé                      | H. 33 cm ; l. 28,5 cm                                               | MR 474                          | collection du roi de France Louis XIV (1643-1715)                                                   |
|              | 158     | Coupe aux oiseaux et au décor végétal, | inconnu                                                              | Iran ou Turquie                                                                   | vers 1600-1800                       | cristal de roche, décor d'or, d'émail et de pierres de couleur | H. 33 cm                                                            | MR 334                          | collections royales françaises                                                                      |
|              | 159     | Plateau de table à décor floral, | inconnu                                                              | Florence, Italie                                                                  | 1668                                 | mosaïque de marbre et pierres dures                            | H. 124 cm ; l. 77 cm                                                | SN 770                          | |
|              | 160 161 | Le roi de France Henri IV (1589-1610) en armure et son épouse Marie de Médicis en robe d'apparat, | atelier de Barthélemy Prieur                                         | France                                                                            | vers 1600-1610                       | bronze                                                         | H. 42,5 cm H. 43,5 cm                                               | MR 3256 MR 3267                 | collections royales françaises                                                                      |
|              | 162     | Le roi Ixion trompé par Junon, qu'il voulait séduire, | Pierre Paul Rubens                                                   |                                                                                   | vers 1615                            | huile sur toile                                                | H. 215 cm : l. 285 cm                                               | RF 2121                         | legs du baron B. de Schlichting, 1914                                                               |
|              | 163     | La Mélancolie, | Domenico Fetti                                                       | Italie                                                                            | vers 1618-1623                       | huile sur toile                                                | H. 171 cm ; l. 128 cm                                               | INV 281                         | collection du roi de France Louis XIV (1643-1715)                                                   |
|              | 164     | Monument funéraire de Madeleine Marchand, épouse de Nicolas Le Jay, président du parlement de Paris, provenant de l'église des Minimes de Paris,                                                            | Thomas Boudin                                                        | France                                                                            | 1628                                 | marbre                                                         | H. 130 cm ; l. 64 cm ; pr. 108 cm                                   | LP 401                          | |
|              | 165     | La Madeleine à la veilleuse, | Georges de La Tour                                                   |                                                                                   | vers 1640-1645                       | huile sur toile                                                | H. 156 cm ; l. 122 cm                                               | RF 1949-11                      | achat, 1949                                                                                         |
|              | 166     | Saint François mort, | inconnu                                                              | Espagne                                                                           | vers 1650                            | bois peint, verre (yeux), os (dents), chanvre (cordelière)     | H. 103 cm ; l. 64 cm                                                | RF 4211                         | achat, 1988                                                                                         |
|              | 167     | Saint Matthieu et l'ange, | Rembrandt Harmenszoon van Rijn, dit Rembrandt                        | Pays-Bas                                                                          | 1661                                 | huile sur toile                                                | H. 121 cm ; l. 110 cm                                               | INV 1738                        | collection du comte d'Angiviller                                                                    |
|              | 168     | Christ mourant sur la Croix | Pierre Puget                                                         | France                                                                            | vers 1660-1670                       | terre cuite                                                    | H. 85 cm ; l. 49 cm                                                 | RF 3621                         | achat, 1982                                                                                         |
|              | 169     | La Vierge et l'Enfant | Jacques Sarazin                                                      | France                                                                            | vers 1640                            | terre cuite                                                    | H. 49 cm ; l. 24 cm ; pr. 37 cm                                     | RF 2979                         | don de F. Heim, 1972                                                                                |
|              | 170     | Paysage avec Orphée et Eurydice, | Nicolas Poussin                                                      |                                                                                   | vers 1650-1653                       | huile sur toile                                                | H. 149 cm ; l. 225 cm                                               | INV 7307                        | collection du roi de France Louis XIV (1643-1715)                                                   |
|              | 171     | Paysage avec Pâris et Œnone dit Le Gué, | Claude Gellée, dit Claude Lorrain                                    |                                                                                   | 1648                                 | huile sur toile                                                | H. 152 cm ; l. 184 cm                                               | INV 4724                        | collection du roi de France Louis XIV (1643-1715)                                                   |
|              | 172     | Portrait présumé de Charles Le Brun, premier prince du roi de France Louis XIV (1643-1715), | Charles Antoine Coysevox                                             | France                                                                            | vers 1671                            | marbre                                                         | H. 62 cm ; l. 58 cm ; pr. 34 cm                                     | MR 2489                         | musée des Monuments français                                                                        |
|              | 173     | Jules Hardouin-Mansart, architecte du roi de France Louis XIV (1643-1715), | Hyacinthe Rigaud                                                     | France                                                                            | 1685                                 | huile sur toile                                                | H. 163 cm ; l. 129 cm                                               | INV 7510                        | collection de l'Académie royale de peinture                                                         |
|              | 174     | Louis XIV, roi de France (1641-1715), terrassant une figure allégorique de la Fronde, | Gilles Guérin                                                        | France                                                                            | 1653                                 | terre cuite                                                    | H. 53 cm ; l. 33 cm ; pr. 18 cm                                     | RF 4742                         | achat, 2006                                                                                         |
|              | 175     | Vénus accroupie, | Charles Antoine Coysevox                                             | France                                                                            | 1686                                 | marbre                                                         | H. 132 cm ; l. 64 cm ; pr. 90 cm                                    | MR 1826                         | provenant du parc de Versailles                                                                     |
|              | 176 177 | Jupiter foudroyant et Junon jalouse, | d'après Michel Anguier                                               | France                                                                            | vers 1690                            | bronze                                                         | H. 72 cm                                                            | OA 5086 (174) OA 5087 (175)     | collection du roi de France Louis XIV (1643-1715)                                                   |
|              | 178     | Louis XV, roi de France (1715-1774), à cheval, en costume romain, | d'après Edme Bouchardon                                              | France                                                                            | vers 1759-1763                       | bronze                                                         | H. 71 cm ; l. 23,5 cm ; pr. 50 cm                                   | MR 3212                         | saisie révolutionnaire                                                                              |
|              | 179     | La Baigneuse, | Étienne-Maurice Falconet                                             | France                                                                            | 1757                                 | marbre                                                         | H. 80 cm ; l. 25 cm ; pr. 29 cm                                     | MR 1846                         | collection de la comtesse Du Barry                                                                  |
|              | 180     | Le Nid dit aussi Le Présent du berger, | François Boucher                                                     | France                                                                            | vers 1740                            | huile sur toile                                                | H. 110 cm ; l. 158 cm                                               | INV 2725                        | collection du roi de France Louis XV (1715-1774)                                                    |
|              | 181     | Le Baisemain, | manufacture de Meissen, modèle de Johann Joachim Kandler             | Allemagne                                                                         | 1737                                 | porcelaine dure                                                | H. 15 cm ; l. 19 cm                                                 | OA 6499                         | legs d'Isaac de Camondo, 1911                                                                       |
|              | 182     | Le Comte Galeatius Secco Suardo (1681-1733), | Vittore Ghislandi, dit Fra Galgario                                  | Italie                                                                            | vers 1710-1720                       | huile sur toile                                                | H. 120 cm ; l. 90 cm                                                | RF 1991-4                       | achat, 1991                                                                                         |
|              | 183     | Le Duc de Richelieu, maréchal de France (1696-1788), en habit de l'ordre du Saint-Esprit, | Francesco Maria Schiaffino                                           |                                                                                   | 1748                                 | marbre                                                         | H. 148 cm ; l. 93 cm ; pr. 63 cm                                    | LP 455                          | collection du duc de Richelieu                                                                      |
|              | 184     | Vue du golfe de Naples, | Joseph Vernet                                                        | France                                                                            | 1748                                 | huile sur toile                                                | H. 100 cm ; l. 198 cm                                               | RF 1949-8                       | don d'A. Pereire, 1949                                                                              |
|              | 185     | Figure de fantaisie autrefois désignée à tort comme Denis Diderot, | Jean-Honoré Fragonard                                                | France                                                                            | vers 1769                            | huile sur toile                                                | H. 81 cm ; l. 65 cm                                                 | RF 1972-14                      | dation, 1972                                                                                        |
|              | 186     | Le Philosophe Denis Diderot (1713-1784), | Jean-Antoine Houdon                                                  | France                                                                            | 1773                                 | marbre                                                         | H. 43 cm ; l. 27 cm ; pr. 21 cm                                     | RF 1520                         | legs d'A. Caroillon de Vandeul, 1911                                                                |
|              | 187     | D'Alembert (1717-1783), auteur de l'Encyclopédie, | Félix Lecomte                                                        | France                                                                            | avant 1786                           | marbre                                                         | H. 150 cm ; l. 95 cm ; pr. 92 cm                                    | ENT 1987.4                      | don de Napoléon Ier à l'Institut de France, 1807                                                    |
|              | 188     | Mariana Waldstein (1763-1808), neuvième marquise de Santa Cruz, | Francisco José de Goya y Lucientes                                   |                                                                                   | vers 1797-1800                       | huile sur toile                                                | H. 173 cm ; l. 125 cm                                               | RF 1976-69                      | dation, 1976                                                                                        |
|              | 189     | Le Peintre Élisabeth Vigée-Lebrun (1755-1842), | Augustin Pajou                                                       | France                                                                            | 1783                                 | terre cuite                                                    | H. 55 cm ; l. 44 cm ; ép. 21 cm                                     | RF 2909                         | achat, 1967                                                                                         |
|              | 190     | Francis George Hare, dit Master Hare, enfant, | Sir Joshua Reynolds                                                  | Angleterre                                                                        | vers 1788-1789                       | huile sur toile                                                | H. 107 cm ; l. 93 cm                                                | RF 1580                         | legs verbal du baron de Rothschild, remis au Louvre par ses héritiers, 1905                         |
|              | 191     | La Malédiction paternelle. Le Fils puni, | Jean-Baptiste Greuze                                                 | France                                                                            | 1778                                 | huile sur toile                                                | H. 164 cm ; l. 197 cm                                               | INV 5039                        | achat, 1820                                                                                         |
|              | 192     | Vénus à la pomme, | Bertel Thorvaldsen                                                   | Danemark                                                                          | vers 1805                            | marbre                                                         | H. 120 cm                                                           | RF 3334                         | achat, 1977                                                                                         |
|              | 193     | Napoléon Bonaparte (1769-1821), Empereur des Français de 1804 à 1815, sous le nom de Napoléon Ier, | Francesco Righetti, d'après Antonio Canova                           | Italie                                                                            | 1810                                 | bronze                                                         | H. 41,5 cm ; l. 22,5 cm ; pr. 13 cm                                 | LP 2715                         | legs de J. Beck, 1846                                                                               |
|              | 194     | Athénienne, meuble de toilette pour la chambre de Napoléon Bonaparte (1769-1821), alors premier consul, au palais des Tuileries,                                                                            | Martin-Guillaume Biennais (d'après un dessin de Charles Percier)     | France                                                                            | vers 1800-1804                       | racine d'if, argent, bronze doré                               | H. 90,5 cm ; diam. 47 cm                                            | OA 10424                        | dation, 1973                                                                                        |
|              | 195     | Assiette d'un service à dessert dit Service encyclopédique : fabrique de charbon, | manufacture de Sèvres, scène peinte par Jean-François-Joseph Swebach | France                                                                            | vers 1805-1806                       | porcelaine dure                                                | diam. 23,3 cm                                                       | OA 12216                        | don d'H. Lepic, en souvenir de la comtesse Lepic, petite-fille du dernier roi de Bassano, 2007      |
|              | 196     | La Trinité-des-Monts et la villa Médicis, à Rome, | François Marius Granet                                               | France                                                                            | 1808                                 | huile sur toile                                                | H. 62,5 cm ; l. 74 cm                                               | RF 1981-12                      | don anonyme, 1981                                                                                   |
|              | 197     | Begum Sambre (vers 1750 - 1836), souveraine de la principauté indienne de Sardhana, | inconnu                                                              | Inde                                                                              | vers 1780-1815                       | huile sur ivoire                                               | H. 9,4 cm ; l. 8,2 cm                                               | MAO 709                         | achat, 1984                                                                                         |
|              | 198     | Nasir al-Din Shah (1848-1896), souverain de la dynastie qadjare, | Bahram Kirmanshashi                                                  | Téhéran (Iran)                                                                    | 1857-1858                            | huile sur cuivre                                               | H. 36 cm ; l. 22,5 cm                                               | MAO 776                         | achat, 1987                                                                                         |
|              | 199     | Élément de coffret | inconnu                                                              | Murshidabad ? Inde                                                                | XVIIIe siècle                        | ivoire                                                         | H. 8,5 cm ; l. 25 cm                                                | MAO 2231                        | achat, 2010                                                                                         |
|              | 200     | Boîte au décor de fleurs et de rossignol contenant un portrait du calife Ali, | inconnu                                                              | Iran                                                                              | vers 1800-1870                       | bois, décor peint, doré et vernis                              | H. 15,2 cm ; l. 8,7 cm                                              | AD 37641                        | dépôt du musée des Arts décoratifs de Paris, 2006. Don de Mme L. Dreyfus-Barney, 1956               |
|              | 201     | Fath Ali Shah (1797-1834), souverain de la dynastie qadjare, | attribué à Mihr Ali                                                  | Iran                                                                              | vers 1805                            | huile sur toile                                                | H. 227 cm ; l. 134 cm                                               | MV 6358                         | offert à A. Jaubert, envoyé de Napoléon Ier en perse                                                |
|              | 202     | Stèle funéraire couronnée d'un turban et inscrite en turc ottoman (osmanli : turc ancien en lettres arabes),                                                                                                | inconnu                                                              | Turquie                                                                           | 1809                                 | marbre                                                         | H. 138 cm ; l. 35 cm ; diam. 27 cm ; ép. 11 cm                      | OA 8153                         | acquise avant 1931                                                                                  |
|              | 203     | Volterra (Toscane, Italie), vue prise en regardant la citadelle, | Jean-Baptiste Camille Corot                                          |                                                                                   | 1834                                 | huile sur toile                                                | H. 47 cm ; l. 82 cm                                                 | RF 1619                         | don d'É. Moreau-Nélaton, 1906                                                                       |
|              | 204     | Ferdinand-Philippe, duc d'Orléans (1810-1842), fils ainé de Louis-Philippe (1773-1850), roi des Français de 1830 à 1848,                                                                                    | Jean-Louis Jaley                                                     | France                                                                            | 1844                                 | marbre                                                         | H. 238 cm ; l. 109 cm ; pr. 80 cm                                   | RF 1311                         | achat, 1842                                                                                         |
|              | 205     | Ferdinand-Philippe, duc d'Orléans (1810-1842), fils ainé de Louis-Philippe (1773-1850), roi des Français de 1830 à 1848,                                                                                    | Jean-Auguste-Dominique Ingres                                        | France                                                                            | 1832                                 | huile sur toile                                                | H. 158 cm ; l. 122 cm                                               | RF 2005-13                      | trésor national acquis par l'État pour le musée du Louvre grâce au mécénat du Groupe AXA, 2005      |
|              | 206     | Œdipe et le Sphinx, | Jean-Auguste-Dominique Ingres                                        | France                                                                            | 1808, retouché pour le Salon de 1827 | huile sur toile                                                | H. 189 cm ; l. 144 cm                                               | RF 218                          | legs de la comtesse Duchâtel, 1878                                                                  |
|              | 207     | Lion au serpent, | Antoine-Louis Barye (fondu par Honoré Gonton en 1835)                | France                                                                            | 1832                                 | bronze                                                         | H. 135 cm ; l. 178 cm ; pr. 96 cm                                   | LP 1184                         | commande de l'État, 1836                                                                            |
| 1. 2.        |         | |                                                                      |                                                                                   |                                      |                                                                |                                                                     |                                 | |